# Тан (Благоварский район)
Тан (баш. Таң) — село в Благоварском районе Республики Башкортостан Российской Федерации. Центр Тановского сельсовета.

## География

### Географическое положение
Расстояние до:
- районного центра (Языково): 15 км,
- ближайшей ж/д станции (Благовар): 30 км.

## Население
| 2002 | 2009 | 2010 |
| ---- | ---- | ---- |
| 668  | ↗715 | ↘648 |

Национальный состав
Согласно переписи 2002 года, преобладающая национальность — башкиры (73 %).

## Религия
В селе есть мечеть.